# Marie-Françoise Balard
Marie-Françoise Balard est une poétesse française du début du XIXe siècle, originaire du département du Tarn. Elle se fait connaitre par son poème L'Amour maternel  et a reçu le prix de l'académie des jeux floraux pour les poèmes Élégie et Hymne à la Vierge.

## Biographie
Née à Castres le 28 mars 1776, Marie-Françoise Balard épouse jeune un avocat du barreau de Castres, Marie-Bernard Balard, le 24 juin 1794. Son père, un négociant protestant prénommé François Alby, lui achète l'hôtel de Beaudecourt en 1804. 
En 1810, elle publie anonymement un premier poème en quatre chants, L'Amour maternel, qui est assez bien accueilli, par Chateaubriant ou Louis-Simon Auger. Un an plus tard, en 1811, elle remporte deux prix de l'académie des jeux floraux, pour ses poèmes Élégie et Hymne à la Vierge. À la suite de cela, elle continue de publier régulièrement des poèmes et entretient une correspondance avec Jean de Labouïsse-Rochefort. Dès 1819, elle est admise à l'académie des jeux floraux. Sa dernière œuvre est Le Tombeau de Sylvandre.
Maire-François Balard meurt à Castres le 8 avril 1822, où elle est inhumée au cimetière protestant.